# Grenzeckkopf
Der Grenzeckkopf (3048 m ü. A.), rätoromanisch im Idiom Vallader Piz Faschalba, ist ein Gipfel in der Fluchthorngruppe, die Teil der östlichen Silvretta ist. Er befindet sich im Hauptkamm der Silvretta, der an dieser Stelle die Grenze zwischen dem österreichischen Bundesland Tirol und dem Schweizer Kanton Graubünden darstellt. Der Gipfel liegt auf dem Gebiet der Gemeinde Galtür (Tirol) und der Gemeinde Scuol (Graubünden). Auf dem Gipfel befinden sich ein Grenzstein sowie das Gipfelkreuz.

## Lage und Umgebung

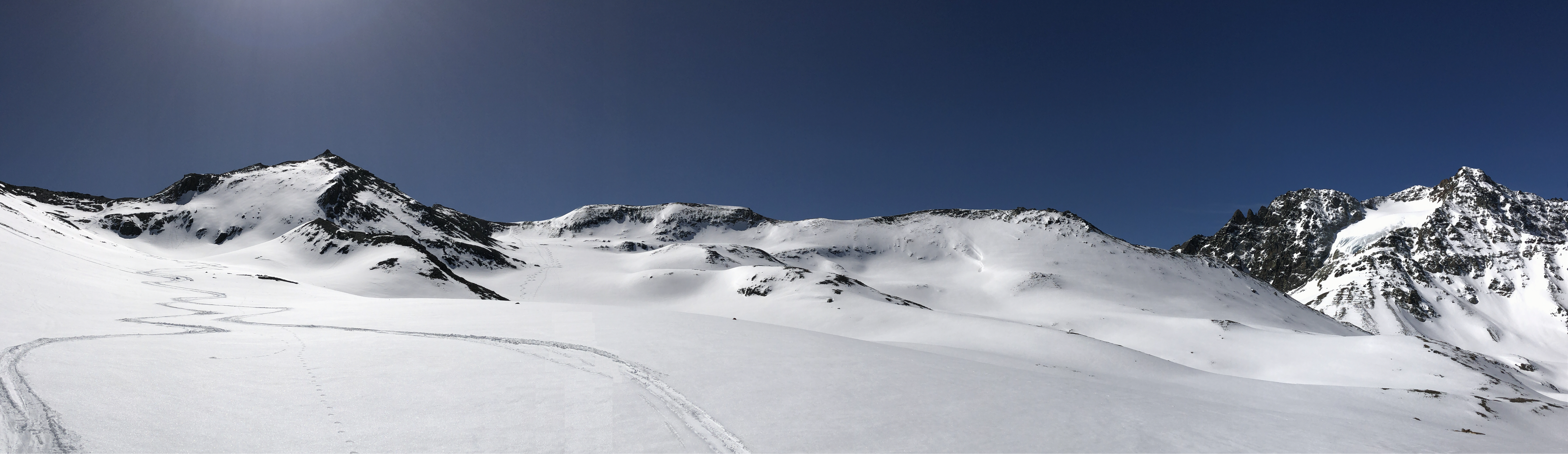
Kronenjoch (ganz links), Bischofspitze (links), Piz Faschalba (Grenzeckkopf, mittig), rechts daneben der lange Westgrat des Piz Faschalba zum Futschölpass, Piz Futschöl mit Vadret da Futschöl und Piz Blaisch Lunga (rechts)

Der Gipfel entsendet zwei deutliche Grate nach Norden sowie nach Westen. Beide sind Teil des Hauptkamms der Silvretta, der somit am Grenzeckkopf nahezu im rechten Winkel abbiegt. Knapp 300 Meter im Gratverlauf nördlich des Grenzeckkopfs befindet sich, ebenfalls im Hauptkamm, dieBischofspitze (3029 m ü. A.) ein markanter Berg mit felsiger Gipfelspitze, der vom Grenzeckkopf durch eine rund 35 Meter niedrigere, wenig ausgeprägte Scharte getrennt ist. Im weiteren nach Norden führenden Gratabschnitt senkt sich der Grat zum Kronenjoch (2974 m) ab. Vom Joch verläuft der Hauptkamm weiter in nördlicher Richtung, dort ragen Krone (3187 m ü. A.), Zahnspitze (3101 m ü. A.) und Fluchthorn (3399 m ü. A.) auf. Nach Westen senkt sich der an den meisten Stellen recht breite Grat von einigen undeutlichen Kuppen unterbrochen allmählich zum etwa 1,3 km entfernten Futschölpass (2768 m ü. A.) ab. Dieser trennt den Grenzeckkopf vom Augstenberg (3228 m ü. A.).
Südöstlich des Grenzeckkopfs befindet sich in einer Entfernung von knapp 700 Metern ein kleiner Gebirgssee, der Lai da Faschalba. Diesem entspringt der Aua d'Urschai, der sich mit dem Aua d'Urezzas zur Tasnan vereinigt und nahe bei Ardez in den Inn mündet.

## Namensherkunft

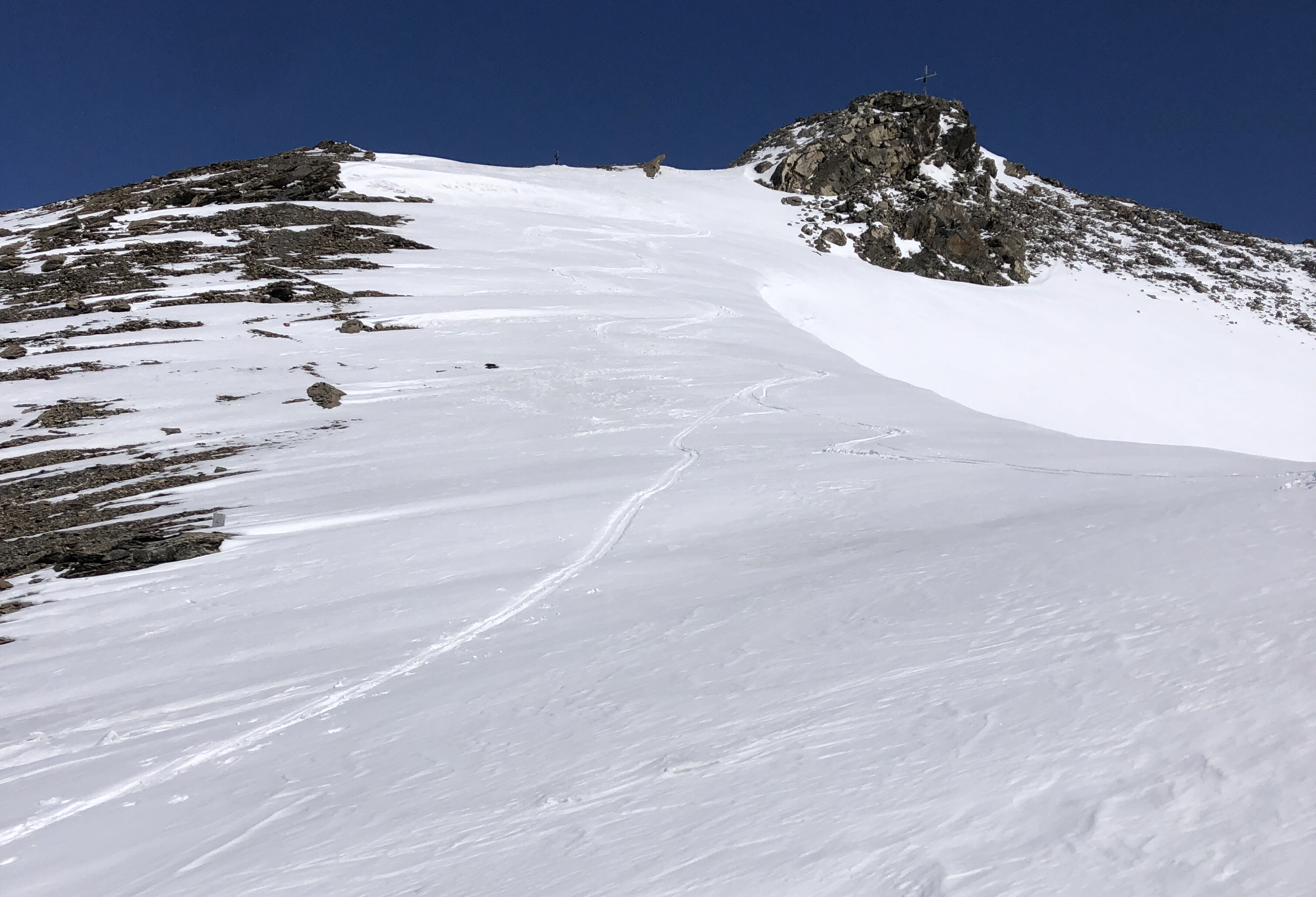
Piz Faschalba (Grenzeckkopf) von Westen mit Gipfelkreuz

Der deutsche Name des Berges bezieht sich auf den am Gipfel rechtwinklig abbiegenden Grenzkamm der Landesgrenze, die auch sprachlich die Grenze zwischen dem Tiroler Dialekt (deutsch) und dem Rätoromanischen Sprachraum im Schweizer Kanton Graubünden bildet. Daher hat der Berg in Graubünden einen eigenen Namen und wird folglich in der Schweiz amtlich Piz Faschalba genannt. Die rätoromanische Bezeichnung „Faschalba“ bedeutet „weißes Antlitz“ und ist auf ein weißes Band zurückzuführen, das die Südwand des Berges durchzieht. Hierbei handelt es sich um ein über der Oberen Unterkreide (Gault) eingeschaltetes Couches–Rouges-Band, das hier nicht rot, sondern weiß gefärbt ist.

## Alpinismus

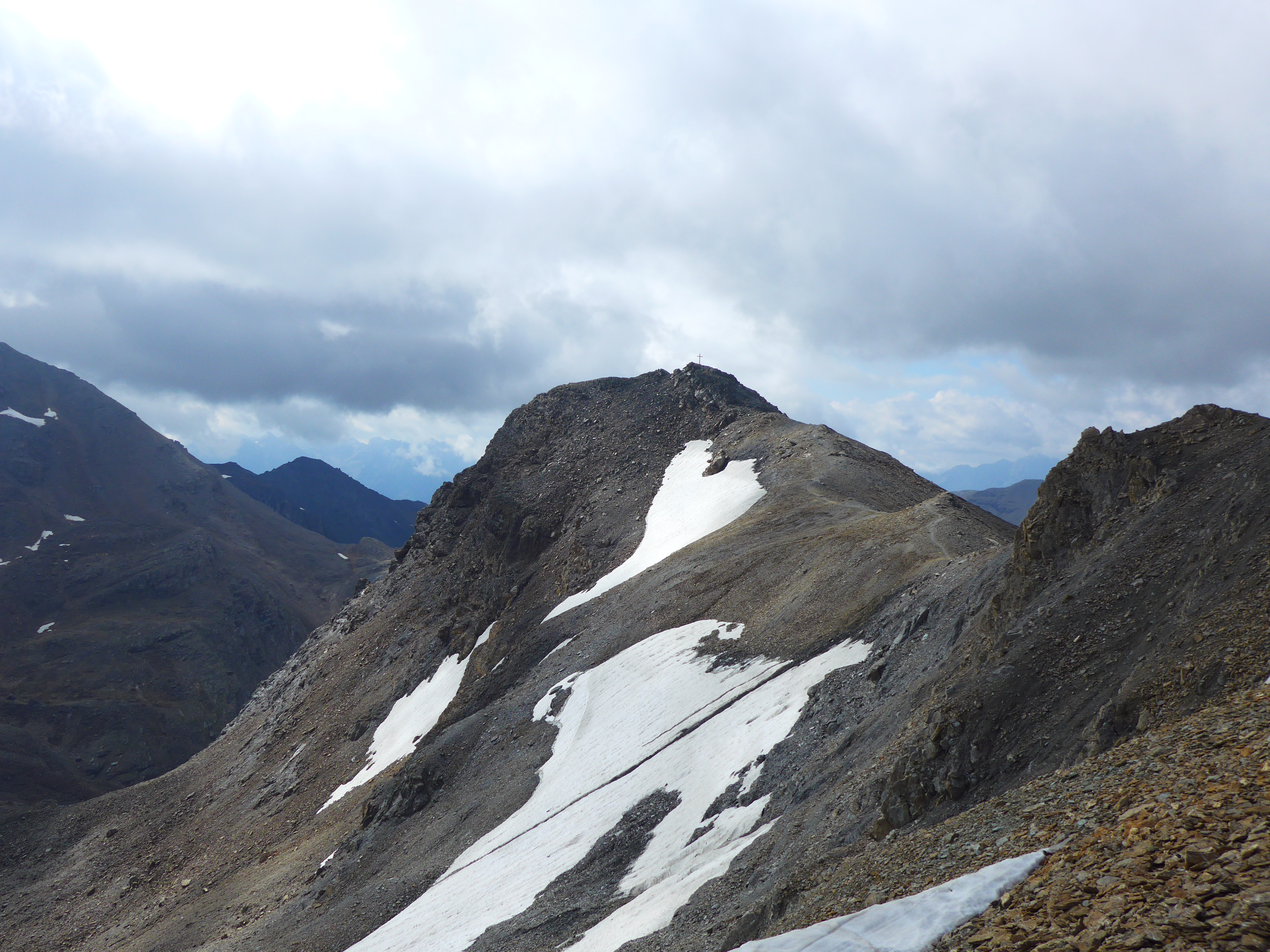
Grenzeckkopf mit markiertem Normalweg und Gipfelaufbau mit Kletterstellen (I) und Gipfelkreuz, gesehen vom Nordgrat der Bischofspitze

Die erste bekannte Besteigung des Grenzeckkopfs erfolgte 1849 durch Johann Wilhelm Coaz und Ron Ragut Tscharner. Anlass für die Besteigung waren topografische Erkundungen im Rahmen der Vervollständigung der Dufourkarte. Coaz half dabei seinen Kollegen im Unterengadin, nachdem er bereits das gesamte Oberengadin kartografiert hatte. Während dieser Zeit war Ron Ragut Tscharner aus Domleschg der ständige Begleiter Coaz'.
Der Grenzeckkopf kann sowohl über den West- als auch über den Nordgrat ohne größere Schwierigkeiten erstiegen werden, nur ganz kurze Stellen am Gipfelaufbau weisen den I. Schwierigkeitsgrad auf. Dies ermöglicht eine einfache Überschreitung des Gipfels, die zu den schönsten Wanderungen im Silvrettagebiet zählt.
Vom Futschölpass gelangt man über den Westgrat in 40 bis 60 Minuten zum Gipfel. Dabei geht es, verschiedene unbedeutende Kuppen überschreitend, meist auf dem breiten Grat, nur an wenigen Stellen weicht der deutliche und markierte Steig in die Südflanke aus. Den Futschölpass kann man von der Jamtalhütte in 2 bis 2½ Stunden erreichen.
Über den Nordgrat vom Kronenjoch benötigt man 35 bis 45 Minuten zum Gipfel. Der kleine, aber markante Gipfelzacken der Bischofspitze kann dabei in leichter Kletterei überschritten oder ostseitig umgangen werden. Das Kronenjoch kann ohne Schwierigkeiten von der Jamtalhütte oder der Heidelberger Hütte erreicht werden.